# Grundwanzen
Die Grundwanzen (Aphelocheirus) sind die einzige Gattung der Familie Aphelocheiridae aus der Teilordnung der Wasserwanzen (Nepomorpha). Sie kommen mit über 60 Arten ausschließlich in der Alten Welt vor.

## Merkmale
Grundwanzen werden 3,5 bis 11,5 Millimeter lang. Sie ähneln mit ihrem abgeflachten und eiförmigen Körper den nahe verwandten Schwimmwanzen (Naucoridae). Von diesen unterscheiden sie sich jedoch vor allem durch ihre verhältnismäßig langen Labien und Fühler.
Ihr Kopf ist vorne nach vorne gezogen und hinten in das um ihn herum hervorstehende Pronotum eingezogen. Die schlanken, viergliedrigen Fühler sind fadenförmig. Das ziemlich lange Labium reicht gut bis zum Metasternum. Sein zweites Segment ist sehr kurz, das dritte sehr lang, das vierte wiederum weniger als halb so lang wie das dritte. Häufig ist bei den Wanzen ein Flügelpolymorphismus zu beobachten; es gibt Individuen der gleichen Art mit gut entwickelten Flügeln neben solchen, deren Flügel reduziert sind. Die Tarsen aller Beine tragen ein Paar gleich entwickelter Klauen. Die Duftdrüsen am Metathorax fehlen, die dorsalen Duftdrüsen am Hinterleib sind immer ausgebildet. Die hinteren, seitlichen (posterolateralen) Ecken der Conexivia sind häufig dornenförmig ausgezogen. Der Hinterleib besitzt einfache dorsale und ventrale Chitinplatten. Die Bauchseite des Thorax und des Hinterleibs besitzen ein Plastron. Damit können die Wanzen im Gegensatz zu anderen Wasserwanzen zeitlebens untergetaucht leben, da der im Wasser gelöste Sauerstoff dadurch direkt genutzt werden kann. Anders als bei allen anderen Arten der Wasserwanzen sind die Stigmen am zweiten bis siebten Hinterleibssegment durch Rosetten umrandet. Das zweite Sternum am Hinterleib trägt sublateral ein Paar Sinnesorgane, deren Funktion bisher unbekannt ist. Die Grundwanzen besitzen außerdem Druckrezeptoren.
Nicht nur die Imagines, sondern auch die Eier und die älteren Nymphen besitzen zur Atmung ein Plastron. Jüngere Nymphen müssen wie auch z. B. die Ruderwanzen (Corixidae) den Sauerstoff direkt über die Körperoberfläche aufnehmen.

## Vorkommen
Die Grundwanzen sind im Wesentlichen paläotropisch von Afrika bis in den Norden von Queensland und auch auf Madagaskar verbreitet. Einige wenige Arten kommen in der Paläarktis vor. Die Tiere besiedeln das Benthos, also die Bodenzone von Flüssen und Seen, wobei es Arten gibt, die sogar mehrere Meter tief unter der Wasseroberfläche leben können. Andere sind relativ kältetolerant.

## Taxonomie und Systematik
Das Taxon wurden von Franz Xaver Fieber 1851 im Familienrang beschrieben, wurde aber von nachfolgenden Autoren sowohl als Familie, aber auch als Unterfamilie der Schwimmwanzen (Naucoridae) betrachtet, ohne dass es bis heute eine sichere Zuordnung für die ein oder andere Betrachtung gibt. Auch wurde die Monophylie zeitweise in Zweifel gezogen.
In Europa treten folgende Arten auf; von denen lediglich die Grundwanze (Aphelocheirus aestivalis) auch in Mitteleuropa verbreitet ist:, zwei weitere Arten sind Endemiten der iberischen Halbinsel
- Grundwanze (Aphelocheirus aestivalis) (Fabricius, 1794)
- Aphelocheirus murcius Nieser & Millan, 1989
- Aphelocheirus occidentalis Nieser & Millan, 1989

## Belege